# Panicòidies
Les panicòidies (Panicoideae) són una subfamília de les poàcies, ordre de les poals, subclasse de les commelínides, classe de les liliòpsides, divisió dels magnoliofitins.

## Tribus i genères
| Grup 1: Panicodae - Tribu Isachneae Coelachne Cyrtococcum Heteranthoecia Hubbardia Isachne Limnopoa Sphaerocaryum - Tribu Neurachneae Neurachne Paraneurachne Thyridolepis - Tribu Arundinelleae Arundinella Chandrasekharania Danthoniopsis Diandrostachya Dilophotriche Garnotia Gilgiochloa Isalus Jansenella Loudetia Loudetiopsis Trichopteryx Tristachya Zonotriche | - Tribu Paniceae Achlaena Acostia Acritochaete Acroceras Alexfloydia Alloteropsis Amphicarpum Ancistrachne Anthaenantiopsis Anthenantia Anthephora Arthragrostis Arthropogon Axonopus Baptorhachis Beckeropsis Boivinella Brachiaria Calyptochloa Camusiella Cenchrus Centrochloa Chaetium Chaetopoa Chamaeraphis Chasechloa Chloachne Chlorocalymma Cleistochloa Cliffordiochloa Commelinidium Cymbosetaria Cyphochlaena Dallwatsonia Dichanthelium Digitaria Digitariopsis Dimorphochloa Dissochondrus Eccoptocarpha Echinochloa Echinolaena Entolasia Eriochloa Fasciculochloa Gerritea Holcolemma Homolepis Homopholis Hydrothauma Hygrochloa Hylebates Hymenachne Ichnanthus Ixophorus Lasiacis Lecomtella Leptocoryphium Leptoloma Leucophrys Louisiella | Megaloprotachne Melinis Mesosetum Microcalamus Mildbraediochloa Odontelytrum Ophiochloa Oplismenopsis Oplismenus Oryzidium Otachyrium Ottochloa Panicum Paratheria Parectenium Paspalidium Paspalum Pennisetum Perulifera Plagiantha Plagiosetum Poecilostachys Pseudechinolaena Pseudochaetochloa Pseudoraphis Reimarochloa Reynaudia Rhynchelytrum Sacciolepis Scutachne Setaria Setariopsis Snowdenia Spheneria Spinifex Steinchisma Stenotaphrum Stereochlaena Streptolophus Streptostachys Taeniorhachis Tarigidia Tatianyx Thrasya Thrasyopsis Thuarea Thyridachne Trachys Tricholaena Triscenia Uranthoecium Urochloa Whiteochloa Xerochloa Yakirra Yvesia Zygochloa | Grup 2: Andropogonodae - Tribu Andropogoneae Subtribu Andropogoninae Agenium Anadelphia Andropogon Andropterum Apluda Apocopis Arthraxon Asthenochloa Bhidea Bothriochloa Capillipedium Chrysopogon Chumsriella Clausospicula Cleistachne Cymbopogon Dichanthium Diectomis Digastrium Diheteropogon Dimeria Dybowskia Eccoilopus Elymandra Eremopogon Erianthus Eriochrysis Euclasta Eulalia Eulaliopsis Exotheca Germainia Hemisorghum Heteropogon Homozeugos Hyparrhenia Hyperthelia Hypogynium Imperata Ischaemum Ischnochloa Iseilema Kerriochloa Lasiorhachis Leptosaccharum Lophopogon Microstegium Miscanthidium Miscanthus Monium Monocymbium Narenga Parahyparrhenia Pleiadelphia Pobeguinea Pogonachne Pogonatherum Polliniopsis Polytrias Pseudanthistiria Pseudodichanthium Pseudopogonatherum Pseudosorghum Saccharum Schizachyrium Sclerostachya Sehima Sorghastrum Sorghum Spathia Spodiopogon Thelepogon Themeda Trachypogon Triplopogon Vetiveria Ystia | Subtribu Rottboelliinae Chasmopodium Coelorachis Elionurus Eremochloa Glyphochloa Hackelochloa Hemarthria Heteropholis Jardinea Lasiurus Lepargochloa Loxodera Manisuris Mnesithea Ophiuros Oxyrhachis Phacelurus Pseudovossia Ratzeburgia Rhytachne Robynsiochloa Rottboellia Thaumastochloa Thyrsia Urelytrum Vossia - Tribu Maydeae Chionachne Coix Euchlaena Polytoca Sclerachne Trilobachne Tripsacum Zea |